# Renée Adorée

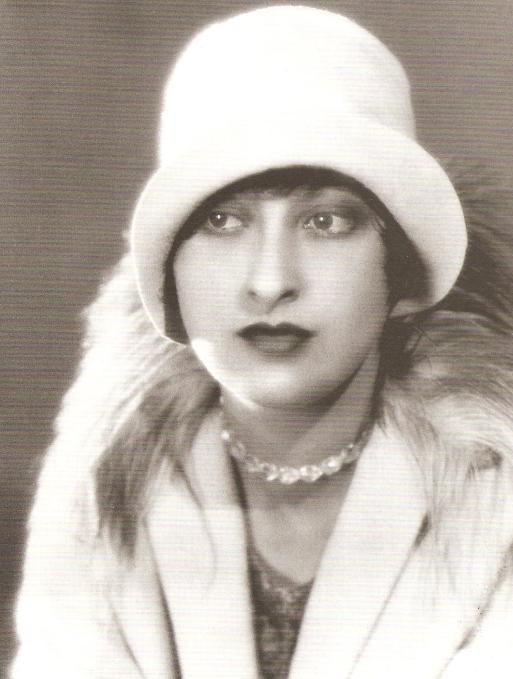
Autorretrato

Renée Adorée (30 de Setembro de 1898 – 5 de Outubro de 1933), nasceu Jeanne de la Fonte, foi uma atriz francesa que apareceu em filmes mudos de Hollywood durante a década de 1920.

## Primeiros anos
Nascida em Lille, França, Adorée era filha de artistas de circo e se apresentou regularmente com seus pais quando criança. Na adolescência, começou a atuar em pequenas produções teatrais e viajou pela Europa com sua trupe. Estava se apresentando na Rússia quando a Primeira Guerra Mundial estourou, fazendo com que ela fugisse para Londres.

## Carreira
Tendo conquistado reputação na França, Inglaterra e Austrália por suas habilidades de dança, foi para Nova Iorque no início de 1919, onde foi escalada para um musical no estilo vaudeville chamado "Oh, Uncle", que estreou no Garrick Theatre em Washington, DC em março de 1919. Em meados de março, estava sendo encenado em Trenton, Nova Jersey, e posteriormente excursionado pelo verão. Em julho, estreou no Shubert Theatre em Nova York. Nos meses seguintes, ela excursionou "The Dancer".
Em janeiro de 1920, surgiu a oportunidade de trabalhar no ramo cinematográfico, quando foi escalada para o papel principal em "The Strongest", dirigido por Raoul Walsh. Passou a estrelar vários outros filmes mudos no início dos anos 1920, incluindo "The Eternal Struggle", de Reginald Barker, o filme que a estabeleceu como uma estrela de Hollywood.
Antes de vir para os Estados Unidos, ela já havia adotado o nome artístico "Renée Adorée" , e assim foi anunciada em um filme australiano produzido em 1918. Enquanto estava em Nova York, na véspera de Ano Novo de 1921, conheceu Tom Moore (1883–1955), que era 15 anos mais velho. Moore e seus irmãos eram imigrantes irlandeses que se tornaram atores populares de Hollywood. Seis semanas após conhecê-lo, em 12 de Fevereiro de 1921, Adorée casou-se com Moore em sua casa em Beverly Hills, Califórnia. O casamento terminou em divórcio em 1926 e, em junho de 1927, Adorée se casou novamente, desta vez com William Sherman Gill.
Ela é mais conhecida por seu papel como Melisande no romance e épico de guerra "The Big Parade" (1925), ao lado de John Gilbert. Tornou-se um dos maiores sucessos de todos os tempos da MGM e um filme classificado pelos historiadores como um dos melhores da era do cinema mudo. Em "The Mating Call", um filme de 1928 produzido por Howard Hughes, Adorée teve uma curta cena na qual nadava nua  que causou uma comoção significativa na época.
Com o advento do som no cinema, Adorée foi uma das poucas estrelas cujas vozes atenderam às novas necessidades da indústria cinematográfica, aparecendo em dois filmes falados antes de sua morte. 

## Doença e morte
No final de 1930, Adorée havia aparecido em 45 filmes, sendo os quatro últimos filmes sonoros. Nesse ano, ela foi diagnosticada com tuberculose e viveu apenas alguns anos mais. Adorée foi contra o conselho de seu médico para parar o trabalho em seu filme, "Call of the Flesh", com Ramón Novarro. Ao terminar, ela foi levada às pressas para um sanatório em Prescott, Arizona, onde permaneceu por dois anos, em um esforço para recuperar sua saúde física. Em abril de 1933, deixou o sanatório. A essa altura, pensava-se que ela havia se recuperado o suficiente para retomar sua carreira nas telas, mas rapidamente sua saúde foi declinando dia após dia. Em setembro de 1933 foi levada para um resort de saúde em Sunland.
Adorée morreu no dia 5 de outubro de 1933. Está enterrada no Hollywood Forever Cemetery. 

## Filmografia selecionada
- ₤500 Reward (1918)
- The Strongest (1920)
- Made in Heaven (1921), co-estrelado por seu marido, Tom Moore
- Day Dreams (1922)
- Honor First (1922)
- Mixed Faces (1922)
- Monte Cristo (1922)
- Tin Gods (1926)
- La Bohème (1926)
- Mr. Wu (1927)
- On Ze Boulevard (1927)
- The Show (1927)
- A Certain Young Man (1928)
- The Cossacks (1928)
- His Glorious Night (1929)
- The Pagan (1929)
- The Spieler (1928)
- Tide of Empire (1929)[3]
- Redemption (1930)
- Call of the Flesh (1930)